# Olive Mess
Olive Mess es una banda de rock progresivo de Letonia, considerada como una de las agrupaciones más famosas del rock progresivo del Báltico. Fue formada en 1998 por Denis Arsenin (bajo), Edgar Kempish (batería) y Alexey Syomin (guitarra), y su nombre deriva del compositor francés Olivier Messiaen.
Su debut musical ocurrió en marzo de 2001, con la grabación del demo Live Without Audience, que contenía los sencillos Gramercy, The Holly and Ivy Girl y 1572 (part II), mientras que su primer álbum de estudio fue Gramercy (2002) bajo el sello Soleil Zeuhl.

## Discografía
- Live Without Audience (2001), demo.
- Gramercy (2002) (Soleil Zeuhl).
- Cherdak (2008) (Mellow Records).